# 사할린주

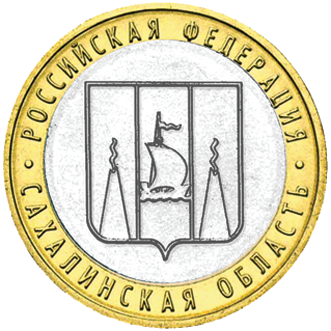
액면가 10루블인 러시아은행 기념주화 (2006년)

사할린주(러시아어: Сахали́нская о́бласть, tr. Sakhalinskaya oblast', IPA: [səxɐˈlʲinskəjə ˈobləsʲtʲ], 일본어: サハリン州 Saharin-shū[*])는 러시아의 연방주체 (주)로, 사할린섬과 러시아 극동의 쿠릴 열도(지시마 열도)를 포함한다. 주 면적은 87,100 제곱킬로미터 (33,600 mi2)이다. 행정중심인 가장 큰 도시는 유즈노사할린스크이다. 2024년 인구 조사 기준으로 인구는 457,590명이다.
주민의 대다수는 러시아인 민족이며, 소수의 사할린 한인이 있다. 사할린주는 천연가스와 석유가 풍부하며, 튜멘주에 이어 러시아에서 2번째로 부유한 연방주체이다. 서쪽으로는 해상으로 하바롭스크 변경주, 북쪽으로는 캄차카 변경주와 접하며, 남쪽으로는 일본의 홋카이도와 접한다.

## 지리
사할린섬과 쿠릴 열도로 구성되어 있으며 극동 연방관구에 속한다. 라페루즈 해협, 오호츠크해를 통해 일본의 홋카이도와 접해 있다.

## 주민
| 연도                | 인구    | ±%      |
| ------------------- | ------- | ------- |
| 1897                | 28,113  | —       |
| 1926                | 11,859  | −57.8%  |
| 1939                | 99,925  | +742.6% |
| 1959                | 649,405 | +549.9% |
| 1970                | 615,652 | −5.2%   |
| 1979                | 654,915 | +6.4%   |
| 1989                | 709,629 | +8.4%   |
| 2002                | 546,695 | −23.0%  |
| 2010                | 497,973 | −8.9%   |
| 2021                | 466,609 | −6.3%   |
| Source: Census data |         |         |

2002년 국세조사에 따르면 러시아인은 84.3%(460,778명), 한민족은 5.41%(29,592명), 우크라이나인은 4.0%(21,831명)을 차지하며 그 외의 민족(니브흐인과 벨라루스인, 모르드바인, 타타르인, 일본인이 대부분을 차지함)은 6.29%를 차지한다.

### 민족 분포
| 민족         | 1959년 | 1970년 | 1979년 | 1989년 | 2002년 |
| ------------ | ------ | ------ | ------ | ------ | ------ |
| 러시아인     | 77.7%  | 80.4%  | 81.7%  | 81.6%  | 84.3%  |
| 한민족       | 6.5%   | 5.7%   | 5.3%   | 5.0%   | 5.4%   |
| 우크라이나인 | 7.4%   | 6.3%   | 6.1%   | 6.5%   | 4.0%   |
| 타타르인     | 1.8%   | 1.8%   | 1.7%   | 1.5%   | 1.25%  |
| 벨라루스인   | 2.1%   | 1.9%   | 1.7%   | 1.6%   | 1.0%   |
| 모르드바인   | 1.7%   | 1.3%   | 1.0%   | …      | …      |

### 2002년 인구 조사
- 러시아인 - 460,778
- 한민족 - 29,592
- 우크라이나인 - 21,831
- 타타르인 - 6,830
- 벨라루스인 - 5,455
- 기타(일본인) - 3,387
- 모르드바인 - 2,943
- 니브흐인 - 2,450
- 추바시인 - 1,300
- 아르메니아인 - 1,144
- 아제르바이잔인 - 1,138
- 독일인 - 902
- 몰도바인 - 751
- 바시키르인- 586
- 카자흐인 - 554

## 역사
사할린주에 위치한 사할린섬과 쿠릴 열도는, 19세기이후로 일본의 에도 막부와 러시아 제국 사이에서 영유권을 놓고 서로 다퉜지만, 1875년에 상트페테르부르크 조약으로 사할린섬 전체와 그 부속 섬들이 러시아의 영토로 인정받고 러일 국경이 확정되었다. 러시아는 블라디보스토크가 주도인 연해주를 사할린섬에 편입했다.
러일 전쟁 말기인 1905년 7월에 일본군이 사할린섬에 진주했다. 그리고 포츠머스 조약으로 일본은 러시아로부터 남사할린섬을 받았다. 당시 50도선 이북은 러시아령이었지만, 러시아에서 혁명이 일어나면서 혼란에 빠지자 일본군의 시베리아 출병으로 잠시 일본군에게 사할린섬 전체를 장악당한 적도 있었다. 혁명으로 러시아 제국이 붕괴한 뒤 탄생한 소련은 당시 사할린 개발에 소극적이었다. 그리고 일본과의 관계 개선을 위해 사할린섬의 석유 개발권을 일본에게 양도했다. 또 레닌은 사할린 영유를 로마노프 왕조의 제국주의에 의한 불법 점유라고 주장했고, 일본도 사할린섬 전체를 반환하려고 했지만 실행하지는 않았다.
제2차 세계 대전 중반까지는 일소 중립 조약으로 전쟁은 일어나지 않았지만 1945년 8월 9일에 소련이 일본에 선전포고한 다음 사할린섬 전체와 쿠릴 열도 전체를 소련 영토로 편입했다. 소련은 1946년에 이 지역의 병합을 선언했고, 1947년에 남사할린섬과 쿠릴 열도를 사할린주로 편입했다.
소련은 사할린 전체를 소련령으로 포함시키고 당시 가라후토청의 중심지였던 도요하라 시를 유즈노사할린스크로 개칭하고, 결국 남사할린섬과 쿠릴 열도를 포함한 이 지역은 소련 영토로 변했다. 나중에 사할린주에 러시아인의 이주가 시작되면서, 일본인이 많았던 지역도 현재는 러시아인이 다수를 차지하게 되었다.

### 일본과의 교류 및 문제점
소련 붕괴 이후 일본과 사할린섬의 교류는 활발하게 진행되었다. 그 예로 왓카나이에서는 사할린주로 떠나는 페리가, 삿포로 및 하코다테에선 사할린주로 떠나는 항공기가 왕래한다. 사할린주에서 오는 러시아 어선이 왓카나이 항이나 네무로항으로 입항하고 해산물을 실어 나른다. 사할린주와의 교류 활성화로 왓카나이 시나 네무로 시에서는 러시아어 표기가 증가하고 있다. 그래서 일본과 사할린섬과의 관계가 발전될 가능성이 잠재적으로 크다. 하지만 풀리기 어려운 영토 문제는 일본과 사할린주 사이에서 숙제로 남아 있다.

## 행정 구역

### 군
- 네벨스키군
- 노글릭스키군
- 돌린스키군
- 마카롭스키군
- 세베로쿠릴스키군
- 스미르니홉스키군
- 아닙스키군
- 알렉산드롭스크사할린스키군
- 오힌스키군
- 우글레고르스키군
- 유즈노쿠릴스키군
- 코르사콥스키군
- 쿠릴스키군
- 토마린스키군
- 티몹스키군
- 포르나이스키군
- 홀름스키군

### 도시
현재 행정 구역 상 도시로 지정된 것은 유즈노사할린스크 뿐으로, 나머지는 군의 하위에 놓인 소도시들이다.
- 유즈노사할린스크(Южно-Сахалинск, 일본명: 도요하라)
- 알렉산드롭스크사할린스키(Александровск-Сахалинский)
- 아니바(Анива, 일본명: 루다카)
- 고르노자보츠크(Горнозаводск, 일본명: 나이호로)
- 돌린스크(Долинск/Галкино-Врасское, 일본명: 오치아이)
- 코르사코프(Корсаков, 일본명: 오토마리)
- 크라스노고르스크(Красногорск, 일본명: 진나이)
- 쿠릴스크(Курильск, 일본명: 샤나)
- 마카로프(Макаров, 일본명: 시리토루)
- 네벨스크(Невельск, 일본명: 혼토)
- 오하(Оха)
- 포로나이스크(Поронайск, 일본명: 시쿠카)
- 세베로쿠릴스크(Северо-Курильск, 일본명: 가시와바라)
- 토마리(Томари, 일본명: 도마리오루)
- 우글레고르스크(Углегорск, 일본명: 에스토루)
- 홀름스크(Холмск, 일본명: 마오카)
- 체호프(Чехов, 일본명: 노다)
- 샤흐툐르스크(Шахтёрск, 일본명: 도로)